# Herbert Howard Booth

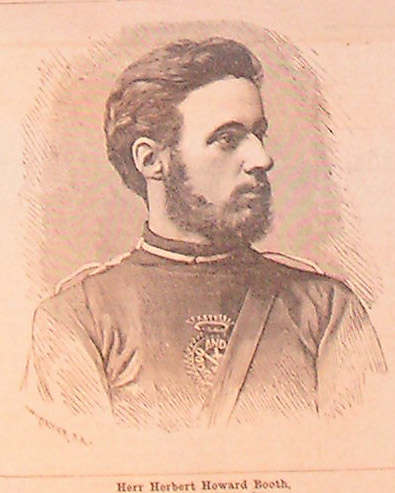
Herbert Booth.

Herbert Henry Howard Booth (* 26. August 1862, Penzance, Cornwall; † 25. September 1926) war ein Heilsarmee (Salvation Army)-Offizier und der dritte Sohn von William und Catherine Booth (Mumford). Er steuerte die Entwicklung des Limelight Department und wirkte als Drehbuchschreiber und Regisseur für den Film Soldiers of the Cross.

## Leben

### Jugend
Herbert Booth wurde in Penzance, Cornwall, geboren. Er erhielt nur wenig formale Schulbildung, war später aber Schüler am Allesly Park College und am Congregational Institute in Nottingham. Mit zwanzig Jahren begann Herbert seiner Schwester Kate Booth beim Aufbau der Heilsarmee in Frankreich zu helfen. Zwei Jahre später wurde er mit dem Cadet Officer Training in England betraut. Er verfasste zahlreiche Lieder für die Heilsarmee und wurde Bandmaster und Songster Leader (Chorleiter). Er war der erste Salvation Army Officer der die Laterna magica zu Präsentationen in England benutzte.
1886 wurde Herbert Booth krank und ging nach Australien zur Erholung und Heilung. Bei einem Aufenthalt in einer Goldgräberstadt fand er ein Goldnugget. Später schmiedete er daraus selbst einen Ring für seine zukünftige Frau, die holländische Heilsarmistin Cornelie Schoch.

### Salvation Army
Herbert Booth wurde mit dem Kommando der Salvation Army in den Britischen Inseln beauftragt, als er gerade einmal 26 Jahre alt war. Dann, von 1892 bis 1896, war er Commandant für die Salvation Army in Kanada. Danach wurde er ernannt für das Australasian Territory, dort verschlechterte sich seine Gesundheit. Er kämpfte mit Depressionen, blieb aber trotzdem aktiv in seiner Position.
In Australien legte Booth einen Schwerpunkt auf die Entwicklung des so genannten Limelight Department der Heilsarmee. Bald erlaubte er eine große Erweiterung, wodurch es Limelight möglich wurde, 1897 den ersten Spielfilm in Australien herzustellen. Im folgenden Jahr produzierte er zusammen mit dem Kinematographen Joe Perry den Film Social Salvation, in dem die Arbeit der Salvation Army in ihrem Australasian Territory gezeigt wurde. Während er in diesem Territorium zuständig war, gründete er die Hamodava Tea Company, eine Pionier-Firma im Fairen Handel, durch die auch finanzielle Mittel für die Arbeit der Heilsarmee in Australien und Neuseeland erwirtschaftet wurden.
Herbert hatte schlechte Beziehungen zu seinem Bruder Bramwell. Herbert hoffte, dass Nähe zu seinem Vater vielleicht den Bruch wieder gut machen könnte. Doch William Booth setzte sein ganzes Vertrauen in Bramwell und ließ Herbert und Cornelie „völlig entmutigt und mit gebrochenen Herzen zurück“ („utterly dispirited and broken-hearted“). Um die Depression abzuschütteln, stürzte sich Herbert nun in Aktivitäten. Siebzig Projekte wurden angeschoben zur Feier von William Booths siebzigsten Geburtstags. Eines der Projekte war der Bau einer Officer Training Garrison an der Victoria Parade, East Melbourne. Zur Anwerbung von Ausbildungswilligen schrieb und verfilmte Herbert die Show Soldiers of the Cross, eine Werbeshow mit Geschichten von frühen christlichen Märtyrern, Kameramann war dabei erneut Joe Perry. Die Show feierte Premiere am 13. September 1900 in der Melbourne Town Hall.
1901 wurde die Belastung aufgrund seiner immer schlechter werdenden Beziehung zu seinem Vater und zu Bramwell für Herbert unerträglich. Er entschied zunächst, dass er Abstand von der Leitungsfunktion (high command) benötigte, aber während eines Aufenthalts in einem Anwesen der Heilsarmee am Collie River in Western Australia entschied er sich, die Organisation ganz zu verlassen. Da er nicht der erste Booth war, der aufgab, wusste er, dass er damit einen Ausschluss aus der Familie auslöste. Trotzdem entschied er sich zu gehen. Soldiers of the Cross wollte er jedoch mitnehmen. Verhandlungen mit Bramwell Booth zogen sich in die Länge, aber letztendlich einigte man sich, dass die Bezahlung für die Rechte durch eine Übertragung der Rechte an allen Liedern, welche Herbert in seinen frühen Jahren für die Salvation Army gedichtet hatte, abgegolten werden sollte. Herbert und Cornelie reisten im August 1902 nach San Francisco, wo sie ein neues Leben beginnen wollten. Herbert nutzte Soldiers of the Cross in zahlreichen Evangelisations-Feldzügen in den Vereinigten Staaten, Kanada, England, Neuseeland und Australien.

## Tod
Während Herbert 1920 in Neuseeland unterwegs war, starb Cornelie in England. Drei Jahre später heiratete er Anne Lane, Cornelies Reisegefährtin in den Vereinigten Staates und eine ehemalige Heilsarmee-Offizierin. Drei Jahre darauf starb Herbert in New York City. Er wurde auf dem Kensico Cemetery beigesetzt.

## Filmographie
- Social Salvation, 1898.
- Soldiers of the Cross mit Joseph Perry, 1900.